# 空詠大智
空詠大智（日语：／ Sorayomi Daichi），日本漫畫家。男性。出身於兵庫縣。代表作是《競女!!!!!!!!》。

## 簡歷
2006年，以獲得第59屆小學館新人漫畫大獎佳作。此後，2011年，他在雜誌《Club Sunday》（小學館）上連載漫畫《驅魔神手》首次亮相。
2013年，開始在《週刊少年Sunday》上連載《競女!!!!!!!!》。2016年製作成動畫。2017年完結。2023年，開始在上連載《幽活》。

## 人物
為了成為漫畫家，他離家獨自搬到了東京。2011年，《驅魔神手》的短篇版本在《週刊少年Sunday》上發表，它早於在《Club Sunday》上連載，空見的父親在部落格上透露了此事，加上他在部落格上使用的獨特表情符號，一度成為熱門話題。

## 作品列表
- 《驅魔神手》小學館〈少年Sunday Comics〉全3冊（《Club Sunday（日语：クラブサンデー）》2011年1月25日—12月27日）
- 《競女!!!!!!!!》[8]小学館〈少年Sunday Comics〉全18冊（《週刊少年Sunday》2013年34號—2017年22、23合併號）
- 《幽活》KADOKAWA〈Dragon Comics Age〉全3冊（2023年1月27日—12月29日）
- KADOKAWA〈Dragon Comics Age〉已出版2冊（《ドラドラしゃーぷ#》2024年8月31日—連載中）

## 外部連結
- （日語）—空詠大智的官方個人部落格。
- （日語）—小學館官方網站。
- 空詠大智的X（前Twitter） （日語）